# Ньюком Макги, Анита
Анита Розали Ньюком Макги (англ. Anita Rosalie Newcomb McGee; 4 ноября 1864, Вашингтон, округ Колумбия, США — 5 октября 1940, Вашингтон, там же) — американский врач, основательница Корпуса медсестёр. Ассистент главного хирурга Армии США с 29 августа 1898 года по 31 декабря 1900 года. Известна как единственная женщина, занимавшая данный пост и носившая офицерскую униформу в соответствии с должностью и званием первого лейтенанта.
Родилась в Вашингтоне в семье известного астронома Саймона Ньюкома. Получив домашнее образование, в 1884 году окончила Кембриджский университет, а затем Женевский университет. Вела научную работу, занималась вопросами генеалогии, антропологии и истории, в частности изучала общины шейкеров. В 1888 году вышла замуж и с подачи мужа, которому родила троих детей, продолжила получение образования, окончив в 1892 году Колумбийский университет. Занималась частной медицинской практикой в сфере гинекологии, была членом ряда научных организаций, в том числе общества «Дочерей американской революции» (ДАР). После начала испано-американской войны в условиях нехватки военных медсестёр выступила с идеей создания Госпитального корпуса «ДАР», став его директором. В 1898 году была назначена на пост ассистента главного хирурга Армии США, возведена в звание первого лейтенанта и получила право ношения офицерских погон и униформы, став первой женщиной в этом качестве за всю историю США. Лично принимала участие в отборе и подготовке медсестёр, разработке соответствующих программ, до тех пор, пока эти функции не были переданы в ведение военного министерства. После этого приложила усилия по сохранению имеющихся наработок, что вылилось в учреждение армейского Корпуса медсестёр в 1901 году указом президента США. Позже занималась вопросами социальной защиты военных медсестёр. После начала русско-японской войны по собственной инициативе собрала команду из девяти медсестёр и отправилась в Японию, а затем в Маньчжурию и Корею, где оказывала помощь раненым с обеих сторон конфликта. За заслуги перед японской нацией была награждена орденом Драгоценной короны, медалью Японского Красного Креста и военными медалями почёта, а также получила титул «начальника медсестёр» со званием, равным рангу офицера японской армии. По возвращении в США вернулась к научной работе. После смерти отца и мужа сосредоточилась на образовательном развитии своего сына, который скончался в 1930 году в результате несчастного случая. Так и не оправившись от потери, скончалась в Вашингтоне в возрасте 75 лет и была похоронена с воинскими почестями на Арлингтонском национальном кладбище.

## Биография

### Молодые годы, образование, начало научной работы
Анита Розали Ньюком родилась 4 ноября 1864 года в Вашингтоне, округ Колумбия. Она происходила из семьи смешанного английского, шотландского, ирландского, французского и германского происхождения. Отец — Саймон Ньюком (р. 1835), сын школьного учителя из Новой Шотландии, окончил Гарвардский университет, а затем стал известным астрономом и математиком. Мать — Мэри Кэролайн, в девичестве Хасслер (р. 1840), выросла в интеллектуальной среде, будучи внучкой Фердинанда Рудольфа Хасслера, основателя и первого суперинтенданта Национальной геодезической службы США. Они поженились 4 августа 1863 года в Вашингтоне, а в следующем году Саймон получил американское гражданство. У Ньюкомов было три дочери: Анита (р. 1864, самая старшая), Эмили Кейт (р. 1869), Анна Жозефа (р. 1871). Единственный сын, Уильям Бартлетт Ньюком, скончался в 1867 году вскоре после рождения.

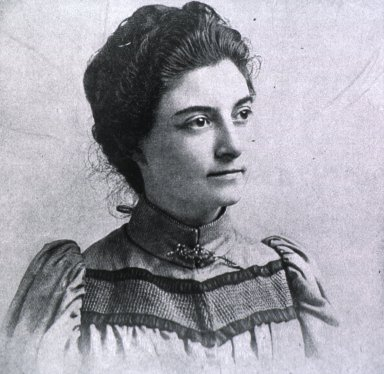
Анита в молодости

Анита росла в интеллектуальной среде, поощрялась к занятию различными академическими предметами. Училась она под началом родителей и родственников, а также получила образование в частных школах в Вашингтоне. В 1882 году Анита вместе с сёстрами и матерью уехала в Европу и провела следующие три года в путешествиях. Занимаясь физиографией, в 1884 году она окончила Ньюэм-колледж в Кембридже (Англия), а затем — Женевский университет (Швейцария), где изучала немецкую литературу, европейскую историю, немецкий и французский языки. Обладая глубоким интересом к научным дисциплинам и стремлением к интеллектуальному вызову, всё более возраставшими после возвращения с учёбы из Европы, Ньюком сосредоточилась главным образом на генеалогии, антропологии и истории, много писала по данным темам, публиковалась в «Appletons' Cyclopædia of American Biography». Одно время она тщательно занималась генеалогическим изучением потомков Джона Булла, участника Американской революции и своего дальнего предка по материнской линии.
Группа «женщин-интеллектуалов», окружавших в то время Ньюком, в 1885 году образовала организацию под названием «Женское антропологическое общество Америки». В 1889 году она стала членом этого общества, а затем и его секретарём. В том же году на съезде общества Ньюком представила доклад, в котором описала эволюцию общины шейкеров и, по своим словам, «проследила развитие религиозной организации от её происхождения в Германии на разных этапах до её нынешнего состояния как самой успешной коммунистической организации в Америке». Публикация данного исследования принесла ей большую известность. Кроме этого, Ньюком занималась изучением подобных «коммунистических» колоний Онайда, Амана, Бетель, Аврора, Тополобампо, общин корешанов и икариан.

### Замужество, продолжение образования, занятие медициной

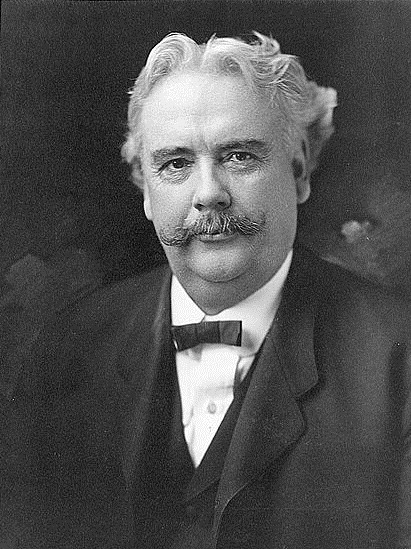
Уильям Джон Макги

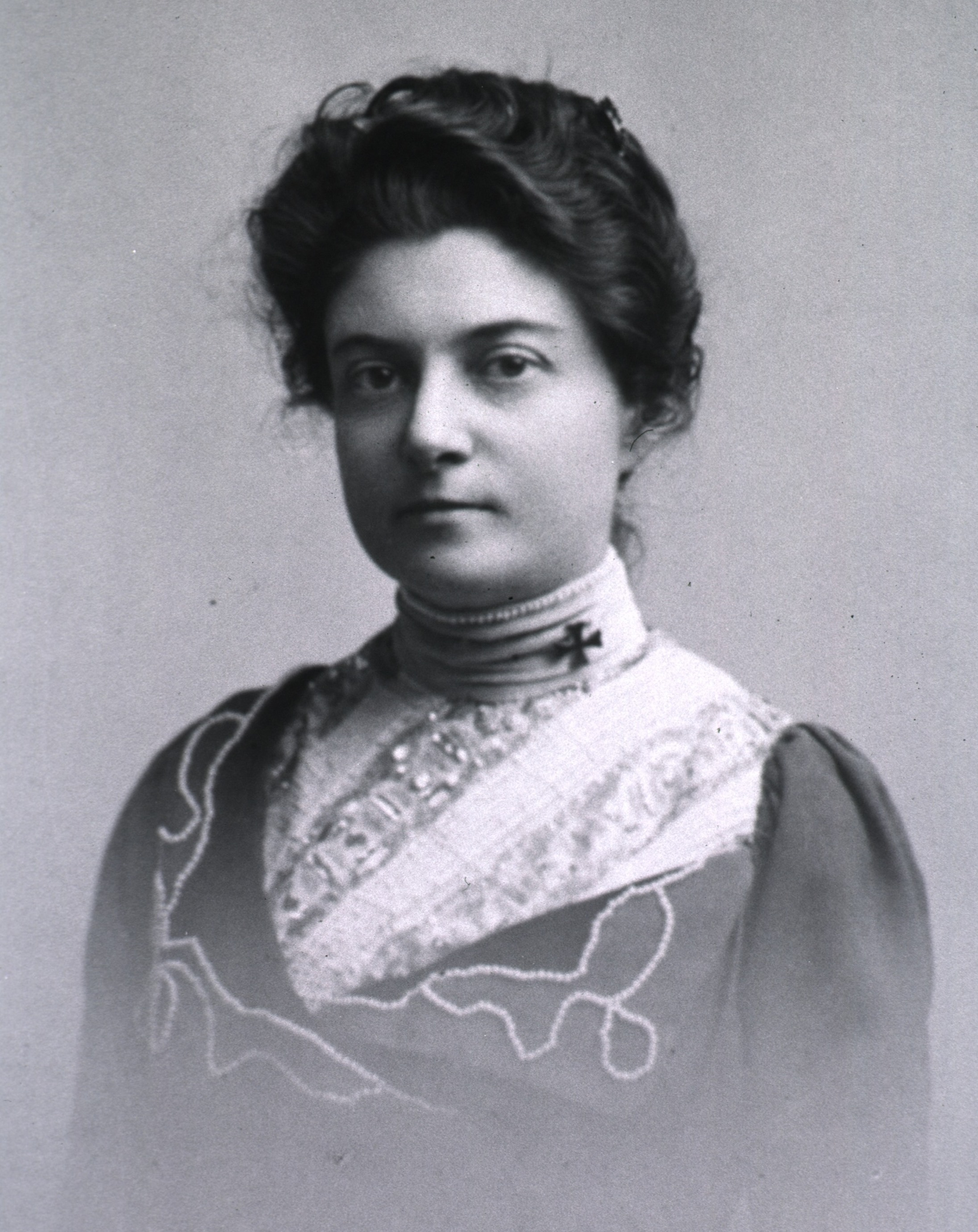
Анита Ньюком Макги

14 февраля 1888 года, в день Святого Валентина, Анита Ньюком вышла замуж в Вашингтоне за доктора Уильяма Джона Макги. Он был на одиннадцать лет старше её. У четы Макги было трое детей: Клото (р. 1889), Дональд (р. 1895; ум. от менингита, через 9 месяцев, в 1896 г.), Эрик (р. 1902). Уильям был геологом и возглавлял подразделение приатлантической низменности Геологической службы США, затем заинтересовал и привлёк к геологическим исследованиям Аниту, а потом поддержал её в намерении продолжить учёбу. В 1892 году Ньюком Макги окончила Колумбийский университет (ныне — Университет Джорджа Вашингтона) в Вашингтоне, округ Колумбия, со степенью доктора в области медицины. В том же году в школе отменили совместное обучение и решили больше не принимать женщин на учёбу, что глубоко её шокировало. Впоследствии Ньюком Макги прошла последипломное обучение в области гинекологии в школе медицины Университета Джонса Хопкинса в Балтиморе (штат Мэриленд).
В течение следующих четырёх лет Ньюком Макги занималась частной медицинской практикой в Вашингтоне, была в этом качестве одной из немногих женщин. После смерти сына в 1896 году она ушла из частной практики и поступила на работу в Женский диспансер в Вашингтоне, округ Колумбия, — учреждение, предоставлявшее бесплатные медицинские услуги для женщин и детей. Впоследствии Ньюком Макги вернулась к своей первой страсти — оригинальным исследованиям. Она вступила в Американскую ассоциацию содействия развитию науки, а в 1894 году стала одним из её секретарей. Также Ньюком Макги была членом Национального географического общества, Антропологического общества Вашингтона, Медицинской ассоциации и обществ округа Колумбия. Также она состояла в обществе «Дочерей американской революции» (ДАР), где в период 1894—1898 годов занимала должности главного хирурга, главного библиотекаря, вице-президента и, позднее, главного историка. Обладая высоким социальным положением и организаторским талантом, Ньюком Макги начала бороться с дискриминацией по признаку пола в медицине. В то время как между США и Испанией постепенно назревала война, она решила заняться профессиональным сестринским делом, что стало плодом давней и неизменной убеждённости Ньюком Макги в том, что женщины обладают непризнанным и часто нереализованным интеллектуальным потенциалом.

### Испано-американская война
Задолго до войны с Испанией, в 1885 году главный хирург армии США бригадный генерал Роберт Мюррей заметил растущую необходимость в вольнонаёмных медсёстрах и предложил реформировать армейскую медицинскую службу — результатом этого стало учреждение Госпитального корпуса из врачей-военнослужащих решением Конгресса от 1 марта 1887 года. После начала военных действий в апреле 1898 года в армии продолжали считать, что данный Госпитальный корпус удовлетворит все нужды. При этом, ещё до официального объявления войны, в армию и флот начали приходить письма от сотен женщин, желающих записаться на службу медсёстрами. Вскоре после битвы на Кубе с должной предусмотрительностью доктор Ньюком Макги предложила «ДАР» создать свой собственный Госпитальный корпус в качестве организации квалифицированных медсестёр, готовых из патриотических чувств ответить на призыв своей страны впервые с Гражданской войны, со времён Доротеи Дикс и Кейт Камминг. После получения одобрения со стороны совета директоров «ДАР», 28 апреля Ньюком Макги связалась с главным хирургом бригадным генералом Джорджем Штернбергом, чья жена также была членом «ДАР». Будучи ведущим бактериологом страны, Штернберг предвидел будущую необходимость в большом количестве персонала в госпиталях и обратился в Конгресс, где получил полномочия на дополнительный набор медсестёр. Тем временем потребность в медицинских услугах резко возросла после начала эпидемий жёлтой лихорадки и брюшного тифа в спешно сооружённых тренировочных лагерях и местах базирования военнослужащих. Ньюком Макги стала директором Госпитального корпуса «ДАР» со штаб-квартирой в Вашингтоне, в сферу деятельности которого вошли разбор заявок, отбор претендентов, подготовка и формирование групп обученных медсестёр. 29 августа 1898 года Штернберг назначил её на должность исполняющего обязанности ассистента главного хирурга армии США, сделав ответственной за формирование Корпуса медсестёр. Вместе с должностью Ньюком Макги была возведена в звание первого лейтенанта с правом ношения погон и офицерской униформы. В то время она стала единственной женщиной, занявшей такой пост в Армии за всю военную историю США и носившей в соответствии со званием офицерскую униформу.

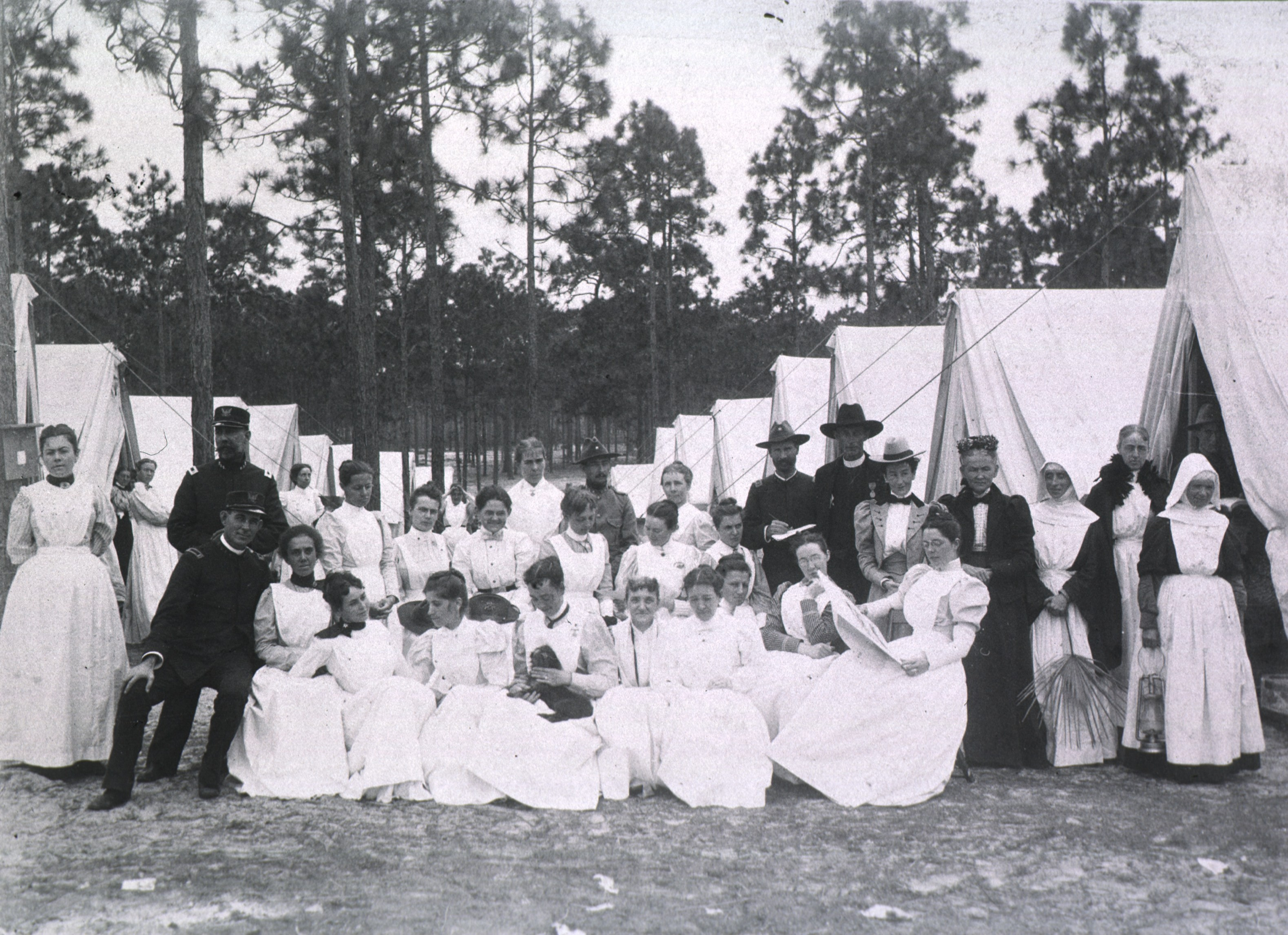
Медсёстры на испано-американской войне

После того как главный хирург поручил подготовить первую группу из 30 медсестёр, двадцать три женщины, признанные квалифицированными и готовыми к службе, немедленно были отправлены в Пуэрто-Рико. Стандарты отбора были высокими и довольно строгими: Ньюком Макги настаивала на принятии на службу кандидаток, находившихся в возрасте 30—50 лет, окончивших специальные сестринские школы, располагавших хорошими знаниями и имевшими стаж работы в госпиталях, задав, таким образом, стандарт на безопасную и квалифицированную практику сестринского дела. Спустя две недели, к 15 сентября, в армейских подразделениях числилось уже 1200 медсестёр, однако спрос на них оставался огромным из-за продолжающихся эпидемий. Тем временем доктор Ньюком Макги и «ДАР» оказались не единственным источником для обеспечения армии медицинскими сёстрами. Свою помощь предложили в общей сложности 18 организаций, в том числе сестринские и благотворительные общества и даже религиозные ордена, такие как «Сёстры Милосердия» и Сёстры Святого Креста. В их числе была и Ассоциация выпускников и обученных медсестёр Соединённых Штатов и Канады, профессиональная организация в области сестринского дела. Главный хирург получил предложение Ассоциации уже после принятия предложения «ДАР», а поскольку Американский Красный Крест испытывал организационные проблемы, он также не решился принять и его помощь, но в конечном итоге обе эти организации оказались вовлечены в процесс подготовки медсестёр. В то же время Ньюком Макги ожидала, что все медсёстры будут соответствовать установленным ею критериям, однако в итоге она отказалась их нанимать, вступив тем самым в конфликт с президентом Ассоциации выпускников Изабель Хэмптон Робб, который закончился лишь спустя несколько десятилетий со смертью её самой.

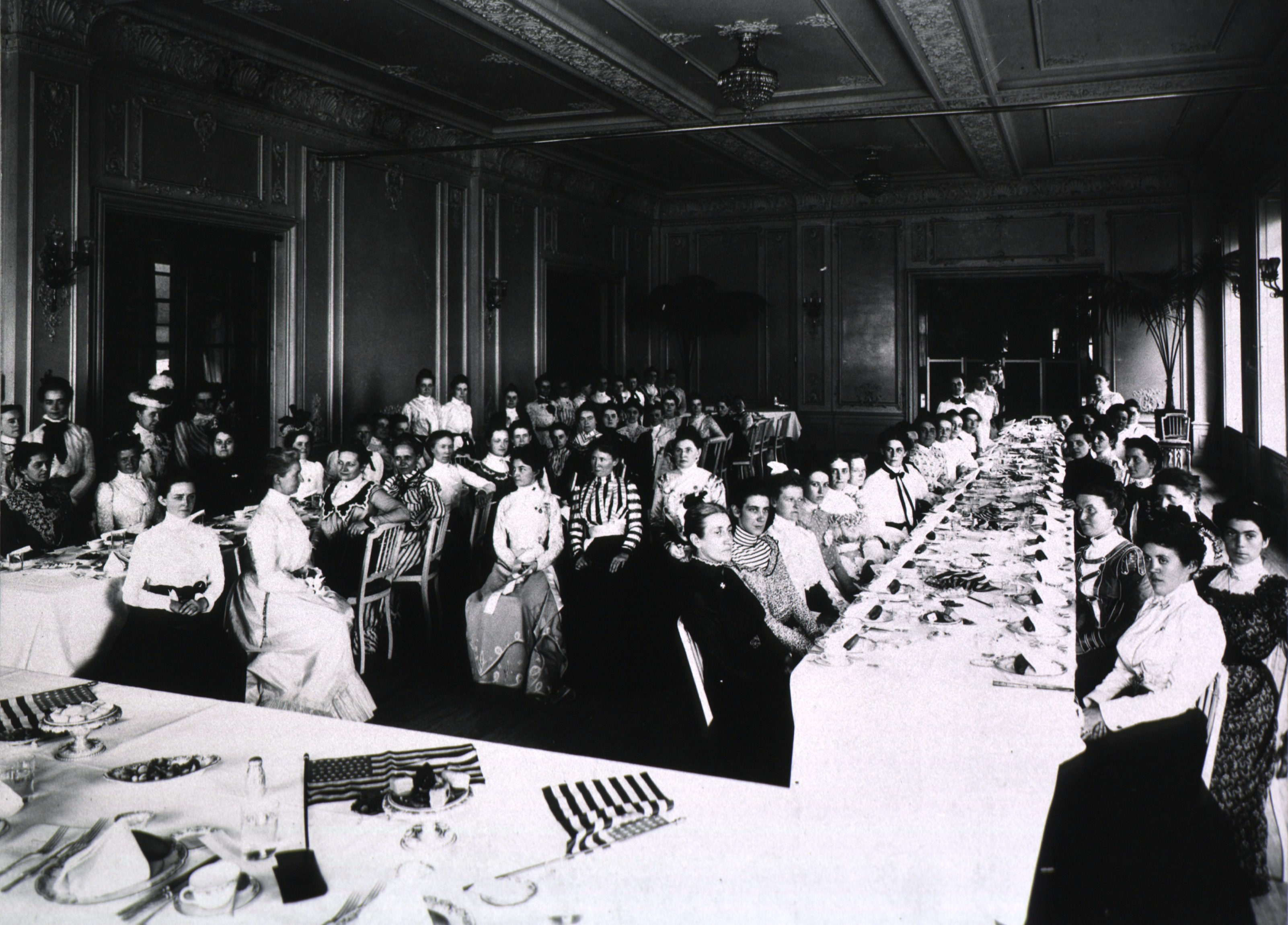
Съезд членов Общества испано-американских военных медсестёр

Волонтёрская организация «ДАР» оказала большую и основную помощь в изучении тысяч кандидатур медсестёр до того времени, пока в сентябре 1898 года главный хирург не передал эти функции военному министерству. 7 ноября 1898 года главный хирург издал первые правила, касающиеся Корпуса медсестёр, однако их реализация замедлилась из-за послевоенных затруднений в военных ведомствах. В армии решили институционализировать Корпус и сделать его воинским соединением на постоянной основе, что требовало вмешательства Конгресса. Соответствующий билль был подготовлен профессиональными сестринскими организациями и отличался хорошей продуманностью, но в некоторых областях был довольно спорным: так, в его положениях не были установлены минимальные ограничения количества служащих Корпуса в мирное время, а оговоренное финансирование породило бы большие административные проблемы, так как большинство медсестёр по контракту оказалось бы на ответственности армии, а работа остальных должна стала бы оплачиваться из других источников — частных лиц и добровольных организаций, таких как «ДАР» и Красный крест. Доктор Ньюком Макги называла такой закон «диверсией» и возражала против его принятия, в том числе из-за содержащихся в нём указаний на то, что Корпус не будет находиться в ведении медицинского департамента, а окажется автономной сестринской организацией во главе с суперинтендантом, которая выбиралась бы из числа обученных медсестёр. После просьбы главного хирурга Штернберга она лично подготовила 19-й раздел билля о реорганизации армии, внеся в него поправки, предусматривающие, что суперинтендант будет назначаться из числа выпускников сестринских школ. Выбрав преемником своего заместителя Диту Хопкинс Кинни, доктор Ньюком Макги ушла в отставку 31 декабря 1900 года, когда прохождение законопроекта через Конгресс стало решённым делом. 2 февраля 1901 года билль о реорганизации армии был одобрен Конгрессом и в тот же день подписан президентом Уильямом Мак-Кинли, учредившим, таким образом, Корпус медсестёр в составе Армии США. Так, Ньюком Макги стала известна как основательница Корпуса медсестёр. После этого женщины-медсёстры были отправлены в госпитали на Кубе, в Пуэрто-Рико, на Гавайях и Филиппинах, а в 1900—1901 годах были привлечены к оказыванию медицинской помощи во время «боксёрского восстания» в Китае.
Уйдя с государственной должности, Ньюком Макги продолжила бороться за права и привилегии женщин-медсестёр, служивших по контракту на испано-американской войне и вследствие этого оказавшихся без ветеранских преференций, в том числе пенсий, выплат за инвалидность, льготного медобслуживания. Для достижения этих целей в 1898 году она основала «Общество испано-американских военных медсестёр», в котором в течение шести лет занимала пост президента. Эта деятельность увенчалась успехом только в 1924 году, когда поправка к Акту о ветеранах мировой войны закрепила за медсёстрами статус ветеранов, имеющих право на получение льгот.

### Русско-японская война

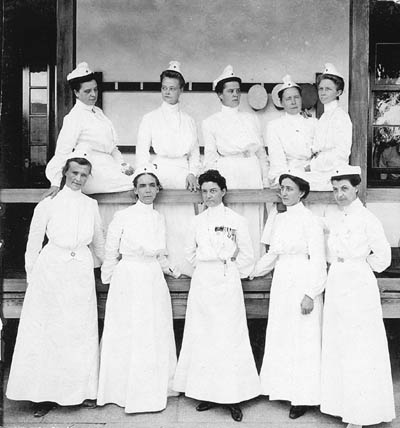
Группа медсестёр во главе с Ньюком Макги, Япония

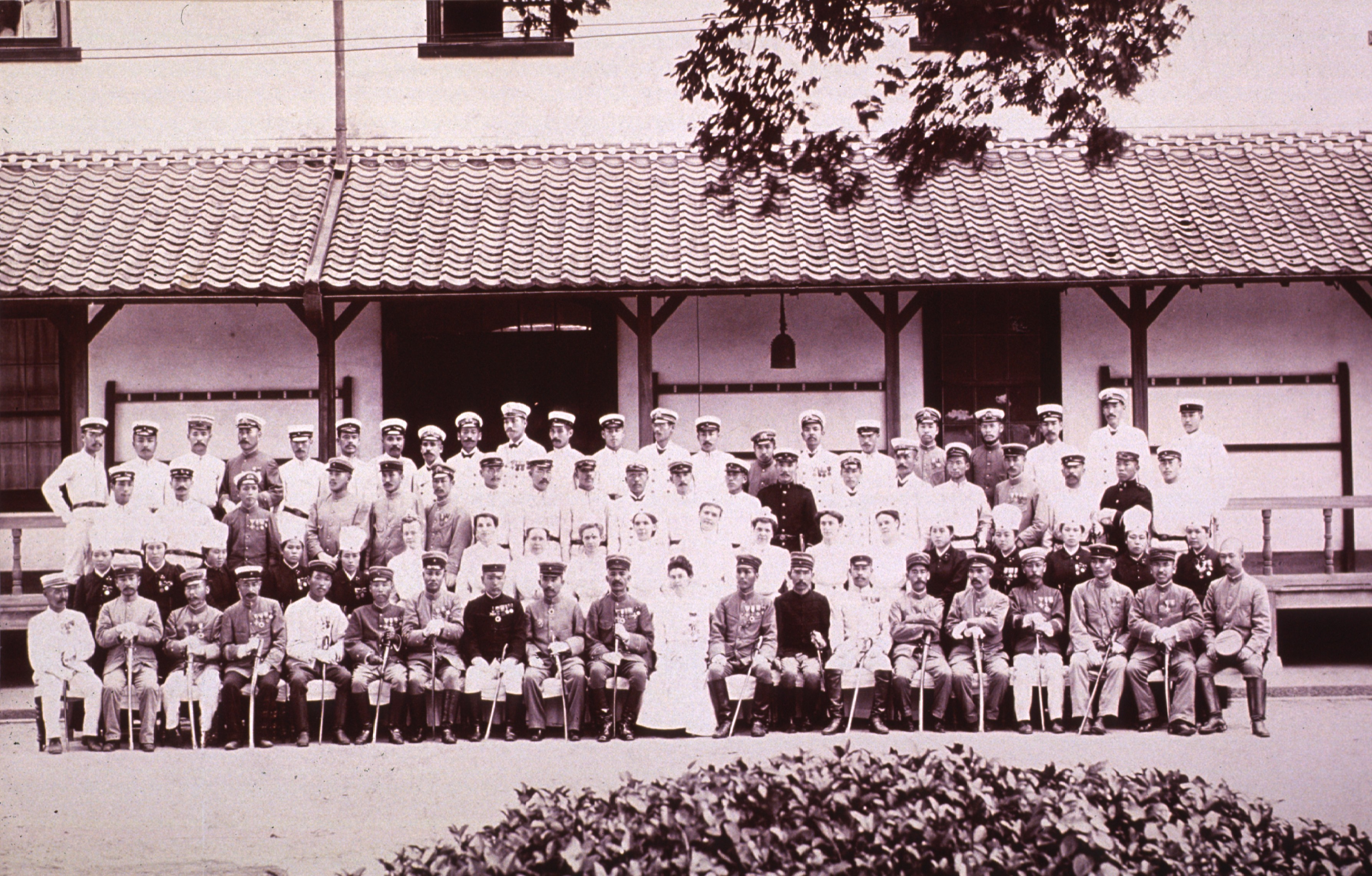
Американские медсёстры с пациентами у госпиталя в Хиросиме, Япония

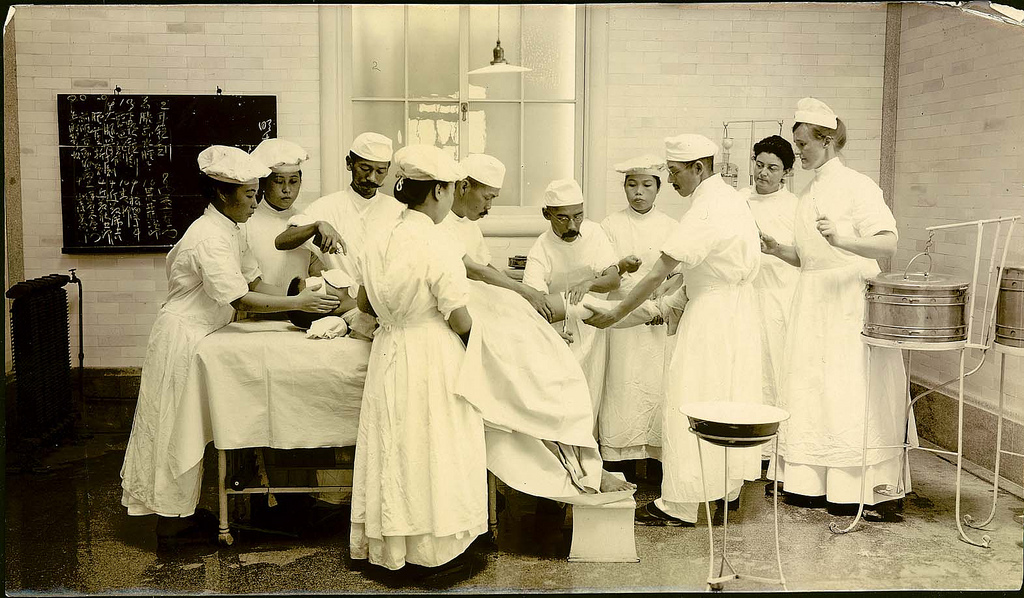
Анита Ньюком Макги ассистирует в операционной, Япония

В октябре 1903 года, незадолго до начала русско-японской войны, Ньюком Макги предложила помощь своей организации послу Японии в США Когоро Такахире, однако получила вежливый отказ со словами о том, что Япония стремится к миру. После объявления Японией войны, в феврале 1904 года министр иностранных дел Японии Дзютаро Комура официально пригласил Ньюком Макги вместе с девятью её коллегами-медсёстрами в Японию для поднятия духа членов Японского Красного Креста. В её команду вошли ветераны испанской войны: Минни Кук, Мэри Глэдвин, Элис Кеммер, Элла Кинг, Элизабет Кратц, Аделаида Маккарет, Адель Ниб, София Ньюэлл и Женевьева Рассел. 24 марта они отплыли на пароходе «Shawmut» из Такомы, штат Вашингтон, и три недели спустя, 21 апреля, прибыли в Йокогаму, а затем на поезде доехали до Токио.
Будучи добровольцами, медсёстры были встречены с подобающим почётом и уважением как гости японской нации. В течение следующих шести месяцев с мая по октябрь они работали в военном госпитале в Хиросиме, в госпитале для русских военнопленных в Мацуяме, в военно-морском госпитале в Куре, а также в полевых госпиталях в некоторых районах Кореи и Маньчжурии, инспектировали госпитальные корабли «Хакуаи-мару» и «Косаи-мару», перевозившие раненых в Японию. Сестринская команда под началом Ньюком Макги принимала раненых с обеих сторон после битв на реке Ялу, в Порт-Артуре, при Ляояне.
21 октября Ньюком Макги отплыла на военном транспорте «Thomas» из Нагасаки в Сан-Франциско, где была назначена военно-медицинским атташе при американской миссии в Токио, и 7 декабря прибыла обратно в Японию, будучи прикреплённой к штабу 2-й армии под командованием генерала Ясукаты Оку. Она стала очевидцем сражения на реке Шахе и в Мукдене. Японский военный министр присвоил доктору Ньюком Макги титул «начальника медсестёр», наделив её званием, равным рангу офицера японской армии. В Японии она пробыла до окончания войны в сентябре 1905 года.

### Последующая работа
После возвращения в США Ньюком Макги заинтересовалась евгеникой, читала лекции по различным предметам, в том числе по вопросам статуса женщин и по гигиене в Калифорнийском университете. Также она выступала с рассказами об опыте, полученном во время русско-японской войны. В то же время Уильям Макги работал в Бюро американской этнологии, где возглавлял отдел антропологии, затем был директором Общественного музея Сент-Луиса, а в 1907 году стал заместителем председателя и секретарём Комиссии по внутренним водным путям в Вашингтоне. Большую часть времени Ньюком Макги жила с дочерью в Вудс-Холле, штат Массачусетс, Саутерн-Пайнсе, штат Северная Каролина, а также в штате Калифорния.

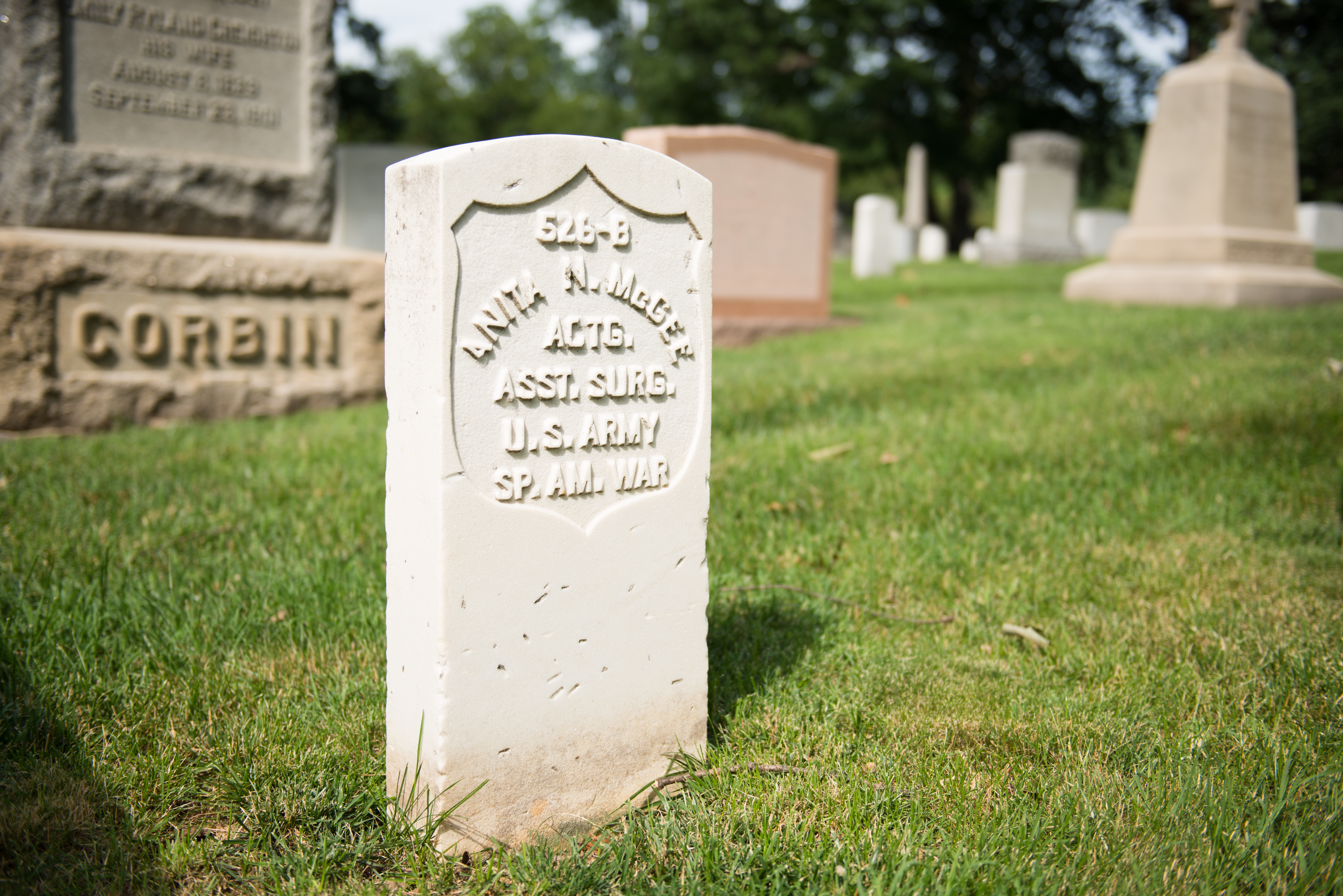
Надгробный памятник на могиле Аниты Ньюком Макги

Отец Ньюком Макги умер в 1909 году, а в 1912 году от рака простаты скончался и муж. Тем временем дочь Клото воспитывалась частной медсестрой, в 1915 году вышла замуж за Дэвида Мэдисона Уиллиса, родила ему двоих детей и поселилась с семьёй в Сан-Франциско. После этого Ньюком Макги полностью сосредоточилась на образовании своего 10-летнего сына Эрика, учившегося в частных школах. Она переписывалась с директорами школ и профессорами по поводу не очень удачной учёбы сына, который искренне любил её и старался учиться усерднее и лучше. Однако в 1930 году он погиб в возрасте 28 лет в результате несчастного случая. От его смерти Ньюком Макги так и не оправилась.
В 1938 году Ньюком Макги переехала в дом сестринского ухода в Вашингтоне, округ Колумбия, где ей был поставлен диагноз «атеросклероз». Там она и скончалась 5 октября 1940 года в возрасте 75 лет после перенесённого 12 днями ранее кровоизлияния в мозг. Была похоронена с полными воинскими почестями рядом с родными на Арлингтонском национальном кладбище. Свой архив она успела передать в дар Библиотеке Конгресса.

## Награды
За службу во время испано-американской войны Ньюком Макги была награждена медалью «За службу в испанской войне». В 1904 году она была удостоена ордена Драгоценной короны от японского императора Мэйдзи. Также Ньюком Макги была награждена медалью Японского Красного Креста и двумя медалями русско-японской войны от японского правительства. В 1939 году по предложению военного министра Гарри Вудринга она удостоена специальной золотой медали от Конгресса США «в знак признания её службы Соединённым Штатам по организации корпуса обученных медсестёр для Армии Соединённых Штатов в период испано-американской войны и филиппинского восстания», вместо Золотой медали Конгресса, на которую не имела права ввиду того, что не состояла на действительной военной службе.

## Память
2 февраля 1967 года, в день образования Корпуса медсестёр, именем доктора Аниты Ньюком Макги была названа премия, которая вручается лучшим медсёстрам Армии США. Первым лауреатом премии стала капитан Линда Энн Боумен.